# Hypervalentie

Structuurformule van Dess-Martin-perjodinaan, een hypervalente joodverbinding.

In de scheikunde wordt het begrip hypervalentie gebruikt om te verwijzen naar de situatie waarbij atomen door het aangaan van chemische bindingen meer dan 8 elektronen op hun valentieschil bezitten en dus de octetregel overschrijden. Dit fenomeen treedt op bij hoofdgroepelementen vanaf de derde periode (zoals fosfor en zwavel). Zij kunnen naast s- en p-orbitalen ook d-orbitalen inzetten om bindingen aan te gaan. Een molecule met een dergelijk atoom wordt soms wel aangeduid als een geëxpandeerd octet. Voorbeelden van dergelijke verbindingen zijn zwavelhexafluoride, fosforpentachloride, chloortrifluoride, het chloriet ion in chloorzuur en jood in het tri-jodide-ion (I3–) en in Dess-Martin-perjodinaan.

## Indeling
De hypervalente moleculen kunnen worden onderverdeeld in verschillende groepen:
- Hypervalente joodverbindingen of perjodinanen, zoals Dess-Martin-perjodinaan of jodosobenzeen
- Hypervalente fosfor-, zwavel- en siliciumverbindingen
- Edelgasverbindingen, zoals xenontetrafluoride
- Halogeenpolyfluoriden, zoals chloortrifluoride of broompentafluoride
- Niet-klassieke carbokationen, zoals het norbornylkation[2]
- Anorganische zuren als waterstofperchloraat, fosforzuur en zwavelzuur

Hypervalente joodverbindingen worden in de organische synthese aangewend als oxidatoren. Edelgasverbindingen zijn per definitie hypervalent: zij bezitten in normale toestand reeds hun octetconfiguratie.

## Discussie en kritiek
Of hypervalentie als een afwijking van de normale chemische binding beschouwd moet worden is een onderwerp van lopende academische discussies. Zo stelde de Canadese scheikundige Ronald Gillespie in 2002 voor het hele begrip te schrappen omdat er geen fundamenteel verschil is tussen de bindingen die optreden in hypervalente en in niet-hypervalente deeltjes. Voor hypervalente moleculen waarbij elektronegatieve liganden voorkomen, zoals bij fosforpentafluoride, is reeds aangetoond dat deze liganden voldoende elektronendensiteit van het centrale hypervalente atoom kunnen wegtrekken, zodat opnieuw aan de octetregel voldaan wordt. Deze observatie wordt versterkt door het feit dat van hypervalente moleculen met fluorliganden geen tegenhangers met hydrideliganden bestaan (althans niet onder normale omstandigheden). Zo is de hydride-tegenhanger van fosforpentafluoride, fosforaan (PH5), een extreem instabiele verbinding.
Dientengevolge stelde Paul von Ragué Schleyer in 1984 voor om het begrip hypervalentie te vervangen door hypercoördinatie.